# Nicander (yngre släkten Småland)
Nicander är en släkt från Småland. Det finns även en äldre Nicandersläkt från Småland. Till den yngre släkten hör veterinären och professorn Lennart Nicander.

## Stamtavla i urval – kända ättlingar
- Anders Svensson, Byarum, gift med Stina Katarina Bengtsdotter
  - Sven Johan Andersson (1827–1915)[1], hemmansägare i Bohult, Tofteryd, sedan arbetare, Norra Solberga[2], gift med Kristina Katarina Jonasdotter
    - David (Svensson) Nicander (1858–1905)[1], organist, folkskollärare[2]
      - Josef Nicander (1896–1949)[1], distriktschef, gift med Greta Lindell[3]
        - Lennart Nicander (1923–1991), veterinär och professor[3]
          - Björn Nicander (född 1952), växtfysiolog och docent